# Zalmoxis
Zalmoxis o Zamolxis (en grec antic Ζάλμοξις, Ζάμολξις), era un personatge traci considerat el civilitzador mític dels getes. Portava aquest nom, que significa "Déu os" o "el déu de la pell d'os", per la peça en la que va ser embolicat quan va néixer.
Segons la tradició va ser un esclau i deixeble de Pitàgores a Samos, que posseïa de grans coneixements d'astrologia i de màgia. Herodot diu que va rebre del seu amo una gran educació hel·lènica, i que després va viatjar a Egipte, ja que Pitàgoras l'havia recomanat a alguns sacerdots egipcis, i a altres països, tornant a Tràcia carregat de riqueses. Allà va introduir la civilització i la religió, especialment la immortalitat de l'ànima. Va fer construir una "sala de recepció" (Άνδρεών) on acollia els ciutadans principals i els ensenyava que ni ells ni els seus descendents moririen mai, sinó que anirien a un lloc on sobreviurien per sempre i serien completament feliços. Mentrestant va construir una cova subterrània on es va retirar durant tres anys i després hauria sortit a predicar entre els homes, que van creure les seves paraules, especialment allò que feia referència a una vida després de la mort. Herodot explica un ritu: cada quatre anys llençaven un missatger contra les llances que aguantaven tres guerrers. L'ànima del sacrificat era rebuda a la "morada subterrània" on vivia Zalmoxis mentre estava ocult. Així es restablia la comunicació i Zalmoxis es tornava a manifestar. Sembla que aquests rituals són de naturalesa ctònica, com els d'altres profetes mítics (Minos, Radamant, Epimènides). Desapareixien durant un temps sota terra. Mircea Eliade diu que els ritus de Zalmoxis són de tipus iniciàtic, semblants a d'altres misteris grecs, com els d'Orfeu o Dionís, com ho provarien el culte i el banquet a la "sala de recepció", el fet d'amagar-se en un lloc subterrani i el retorn al cap de quatre anys, les creences en la immortalitat de l'ànima i en l'existència d'un altre món, elements comuns amb altres misteris.
Gràcies als seus coneixements astrològics i màntics va realitzar grans prodigis i va aconseguir que el rei dels getes compartís el poder amb ell. Va ser declarat sacerdot suprem de la principal deïtat dels getes. i es va instal·lar en una cova sagrada al cim d'una muntanya, on només rebia al rei i als seus servidors.
Heròdot pensa que Zalmoxis era anterior a Pitàgores i expressa dubtes sobre la seva història, considerant-lo una deïtat geta més que una persona. Potser les doctrines de Pitàgores sobre l'ànima, difoses entre els getes i altres bàrbars en contacte amb els grecs, van donar origen a la llegenda.